# 11466 Katharinaotto
11466 Katharinaotto este o planetă minoră (asteroid) din Mars-crossing asteroid⁠(d). A fost descoperită pe 1 martie 1981 la Observatorul Siding Spring de Schelte J. Bus. 
Obiectul prezintă o orbită caracterizată de o semiaxă mare de 2,279062 UAi, o excentricitate de 0,31, o înclinație de 5,87127 ° în raport cu ecliptica.